# Idiocera cotabatoensis
Idiocera cotabatoensis är en tvåvingeart som först beskrevs av Alexander 1934.  Idiocera cotabatoensis ingår i släktet Idiocera och familjen småharkrankar. Inga underarter finns listade i Catalogue of Life.